# Mano a Mano
Mano a Mano é um podcast brasileiro do gênero sociedade lançado em agosto de 2021. Apresentado pelo rapper, compositor e apresentador Mano Brown, é uma produção assinada pelo Spotify Studios.

## História
Durante a pandemia de COVID-19, Mano Brown começou a ler mais livros e assistir vídeos para passar tempo em sua casa. Com isso, o músico passou a se interessar por temas como teologia, filosofia, ciência e temas africanos, dos quais começou a compartilhar com parentes e amigos. Com as conversas, Brown chegou a ser questionado por pessoas próximas se ele deveria criar um podcast.
Kaire Jorge, filho de Mano Brown, disse em entrevista ao UOL TAB que o músico estava cansado de estar na posição de entrevistado e que os estudos do cantor permitiam criar um projeto diferente. "A pandemia se tornou o momento chave para ele sair um pouco da música, dos conflitos raciais, ideologias políticas, que estão meio clichês neste momento. As questões raciais são as mesmas, então ele trouxe questões da pré-história, foi lá atrás buscar porque o povo preto foi apagado da história", afirmou.
Mano a Mano começou a ser gravado em São Paulo, com distribuição exclusiva do Spotify, e logo em seu lançamento alcançou notoriedade do público e da crítica.

## Recepção
Marina Lourenço, em crítica para a Folha de S.Paulo sobre o podcast, atribuiu uma cotação de 4 estrelas de 5, com elogios ao desempenho de Mano Brown como apresentador, argumentando que "Na contramão da ideia de que um bom entrevistador deve encurralar o entrevistado, Brown consegue arrancar dos seus convidados um tesouro de respostas sem constranger ninguém. Em vez de aderir a um tom agressivo ou acusatório, ele investe em conquistar a confiança e recolhe uma série de declarações relevantes". No entanto, fez críticas pontuais a produção sonora do projeto.
Com base na entrevista feita com o político Fernando Holiday, Mauricio Stycer afirmou em sua coluna para o UOL que "Brown tem se revelado um grande entrevistador, a maior revelação de 2021".

## Desempenho
| Críticas profissionais | Críticas profissionais |
| Avaliações da crítica  | Avaliações da crítica  |
| Fonte                  | Avaliação              |
| ---------------------- | ---------------------- |
| Folha de S.Paulo       | [ 4 ]                  |

Mano a Mano, como podcast exclusivo do Spotify, figurou apenas em sua própria plataforma. Mesmo assim, o projeto foi um sucesso comercial. Em 2021, o episódio de entrevista de Luiz Inácio Lula da Silva foi o mais ouvido do ano, enquanto a entrevista com Drauzio Varella ficou em quarto lugar, fazendo que fosse o segundo podcast mais ouvido de 2021. Já em 2022, foi o terceiro programa mais ouvido da plataforma, perdendo apenas para Podpah e A Mulher da Casa Abandonada.

## Prêmios e indicações
| Ano  | Premiação   | Categoria | Trabalho    | Resultado | Ref.  |
| ---- | ----------- | --------- | ----------- | --------- | ----- |
| 2022 | Prêmio APCA | Podcast   | Mano a Mano | Venceu    | [ 8 ] |
| 2022 | CCXP Awards | Podcast   | Mano a Mano | Venceu    | [ 9 ] |